# Horní Dvořiště
Horní Dvořiště (deutsch Oberhaid, auch Ober Haid) ist eine Gemeinde mit 533 Einwohnern im Okres Český Krumlov (Bezirk Krumau) in Tschechien.

## Geographie
Der Ort befindet sich in 651 m ü. M. im Süden des Böhmerwaldes an der österreichischen Grenze, acht Kilometer südöstlich von Vyšší Brod (dt. Hohenfurth). Gegen Westen liegt das Tal der Větší Vltavice. Die Katasterfläche beträgt 1378 ha.
Nachbarorte sind Jenín im Norden, Český Heršlák im Südosten, Kollern und die Stierhäuseln im Süden sowie Dolní Drkolná im Westen.

### Gemeindegliederung
Die Gemeinde Horní Dvořiště besteht aus den Ortsteilen Český Heršlák (Böhmisch Hörschlag) und Horní Dvořiště, die zugleich Katastralbezirke bilden.

### Nachbargemeinden
|            | Dolní Dvořiště                              |  |
| Vyšší Brod | Kompassrose, die auf Nachbargemeinden zeigt |  |
|            | Rainbach im Mühlkreis                       |  |

### Verkehr
Beim Ortsteil Český Heršlák führt die Eisenbahntrasse der Summerauer Bahn von Budweis nach Linz am Ort vorbei, an der Horní Dvořiště einen Bahnhof besitzt. Nach Österreich führt der Eisenbahngrenzübergang Horní Dvořiště/Summerau.

## Geschichte
Oberhaid wurde 1278 erstmals urkundlich erwähnt. Der Grenzort zum Herzogtum Österreich war eine Gründung der Rosenberger. Peter I. von Rosenberg erhob den Ort 1504 zum Marktflecken und stattete ihn mit Privilegien aus. Dazu gehörte die Abhaltung eines Wochenmarktes an jedem Mittwoch, sowie das Führen eines Wappens. 1554 und 1557 brannten Teile des Orts nieder. 1577 erhielt Oberhaid das Braurecht.
Oberhaid entwickelte sich zu einem Zentrum des Handwerks und es bildeten sich Zünfte. Wilhelm von Rosenberg bestätigte 1564 die Gründung der Schmiedezunft und sein Bruder und Nachfolger Peter Wok von Rosenberg gestattete 1597 Gleiches den Metzgern.
Nach dem Dreißigjährigen Krieg gelangte Oberhaid an die Buquoy. 1674 errichtete Ferdinand Graf Buquoy in dem Flecken eine Zollstation, um von durchreisenden Kaufleuten Wegezoll zu kassieren. 1738 brannten Teile des Ortes einschließlich der St.-Michaels-Kirche nieder. Der schwerste Brand in der Geschichte von Oberhaid war der von 1772, der den ganzen Ort in Schutt und Asche legte.
Oberhaid war am 20. Dezember 1918 der erste tschechoslowakische Ort, den der Präsident Tomáš Garrigue Masaryk bei seiner Rückkehr aus dem Exil passierte und wo er von der tschechischen Volksgruppe mit der tschechischen Nationalhymne begrüßt worden sein soll. Wegen seiner Bedeutung als Grenzort wurde die Bahnstation zum Bahnhof ausgebaut und erhielt eine Zollabfertigung. Seit dem Münchner Abkommen gehörte der Ort ab 1938 zum Landkreis Kaplitz im Reichsgau Oberdonau des Deutschen Reichs. Nach dem Zweiten Weltkrieg wurden die deutschsprachigen Böhmen aus dem Ort vertrieben.
Am 7. Mai 2006 wurde ein Grenzübergang für Wanderer nach Deutsch Hörschlag in Österreich errichtet.

## Demographie
| Jahr | Einwohner | Anmerkungen |
| ---- | --------- | ----------- |
| 1852 | 0750      | [ 5 ]       |
| 1930 | 1.400     | [ 6 ]       |
| 1939 | 1.161     | [ 6 ]       |

Anmerkung:
Als Folge des Münchner Abkommens wurde alle tschechischen Beschäftigten bei Zoll und Bahn mit deren Familien von Oberhaid abgezogen. Diese waren erst 1919 nach Errichtung der tschechischen Republik nach Oberhaid gekommen.
Ab 1938 war die Bevölkerung Oberhaids (wie schon vor 1919) rein deutsch.

## Sehenswürdigkeiten

Pfarrkirche St. Michael

- Pfarrkirche St. Michael